# PLCopen
PLCopen ist eine Organisation im Bereich industrielle Steuerungstechnik. Es werden Standards entwickelt, die die Steigerung der Effizienz bei der Entwicklung von Applikationen und die Senkung der Kosten für die Wartung solcher Software vorsehen. Die PLCopen will von bestimmten  Herstellern und Produkten unabhängig sein und durch die Arbeit in den Arbeitskreisen für die Verbreitung internationaler Standards und deren Anwendung auf breitem Feld sorgen.
Eine der Kernaktivitäten findet sich im Umkreis der EN 61131, dem einzigen globalen Standard für die industrielle Steuerungsprogrammierung.
Wichtige Ergebnisse finden sich in den Arbeiten zu:
- Motion-Control-Bibliothek
- Vorschläge für Sicherheitseigenschaften von Steuerungen
- XML-Spezifikationen für den Austausch von Projektdaten
- Regeln zur Bestimmung der Kompatibilität zwischen Programmierwerkzeugen

Die Organisation finanziert sich über Mitgliedsbeiträge.
Die PLCopen wurde im Jahr 1992 gegründet. Die Zentrale hat ihren Sitz in den Niederlanden. Büros befinden sich in
Barrie (Ontario, Kanada), Tokio (Japan) und Peking (China).
Im Bereich Kommunikation haben PLCopen und die OPC Foundation basierend auf IEC 61131-3 einen gemeinsamen Standard entwickelt.